# Калишек, Наталья
Наталья Калишек (пол. Natalia Kaliszek; род. 17 мая 1996, Торунь) — польская фигуристка, выступавшая в танцах на льду. В паре с Максимом Сподыревым становилась восьмикратной чемпионкой Польши (2015—2022), победительницей Кубка Таллина (2017) и участницей Олимпийских игр (2018, 2022).
Начала заниматься фигурным катанием в четыре года. Сперва выступала со своим братом Михалом в парном катании. На юниорском уровне они были чемпионами Польши и участниками турниров Гран-при. В 2010 году Калишеки перешли в танцы на льду. В новой дисциплине дуэт завоевал серебро и бронзу взрослого чемпионата Польши. Проведя в танцах три сезона пара распалась. Новым партнёром Натальи стал Ярослав Курбаков, с которым она провела один сезон. После чего встала в пару с Максимом Сподыревым, добившись основных успехов в карьере.
По состоянию на март 2021 года Калишек и Сподырев занимали одиннадцатое место в рейтинге Международного союза конькобежцев.

## Карьера
Наталья Калишек родилась в мае 1996 года. В детстве вслед за своим старшим братом Михалом она также занялась фигурным катанием. Именно с ним она впоследствии стала вместе выступать в парном катании. Особых успехов они не достигли и среди польских юниоров и в 2010 году перешли вместе в танцы на льду.
В 2012 году они стали серебряными призёрами национального чемпионата. Через год на чемпионате Польши выиграли бронзовые медали. В промежутке между этими стартами они приняли участие в мировом юниорском чемпионате в Минске, где не сумели пройти квалификацию. По окончании предолимпийского сезона Михал принял решение завершить активную спортивную карьеру.
После этого Наталья встала в пару с Ярославом Курбаковым. С ним она выступала в олимпийский сезон среди юниоров. Результаты были не самые лучшие и пара прекратила своё существование. В после олимпийский сезон Калишек встала в пару с бывшем украинским фигуристом Максимом Сподыревым.
В Риге они выступили среди юниоров на Кубке Вольво (выиграли серебряную медаль) и заработали техминимум на континентальный и юниорский чемпионаты. В декабре на новогоднем турнире в Будапеште они финишировали первыми. Через несколько дней они впервые стали чемпионами Польши. В январе в Стокгольме польская пара дебютировала на континентальном чемпионате, где они выступили очень удачно и вышли в финальную часть чемпионата. В начале марта в Таллине пара дебютировала на мировом юниорском чемпионате. Выступление было очень удачным, спортсмены заработали двойную квоту на следующий чемпионат. В конце месяца спортсмены дебютировали и на мировом чемпионате в Шанхае, где не сумели войти в число финалистов.
Новый сезон пара из Польши начала в сентябре на турнире Небельхорн, где финишировали в середине турнирной таблицы. Затем последовало их выступление в Саранске на очередном этапе «Челленджер» Мордовские узоры. Из России поляки увезли бронзовую медаль. Вторыми они были на домашнем турнире Кубке Варшавы. В декабре фигуристы во второй раз стали национальными чемпионами. В конце января 2016 года в Братиславе они финишировали на одиннадцатом месте на европейском чемпионате. В марте в Бостоне на мировом чемпионате полякам уже удалось уверенно войти в число финалистов.
Новый предолимпийский сезон польские фигуристы начали осенью в Словакии на Мемориале Непелы, где они финишировали четвёртыми. Через неделю они выступали уже в Финляндии на финском Трофее, где финишировали в пятёрке. В ноябре польская пара дебютировала на китайском этапе Гран-при, где они финишировали на пятом месте. Через неделю фигуристы уже выступали на японском этапе Гран-при, где финишировали в середине турнирной таблицы. Через месяц фигуристы стали в третий раз чемпионами страны. В январе 2017 года фигуристы выступали в Остраве на континентальном чемпионате. Они уверенно заняли место в восьмёрке и завоевали для своей страны на следующий сезон две квоты. В конце марта танцоры уверенно выступили на мировом чемпионате в Хельсинки они сумели без особых проблем квалифицироваться на следующие Олимпийские игры и уверенно прошли в произвольную программу. При этом были улучшены все их прежние спортивные достижения.
Олимпийский сезон польская пара начала в начале октября в Эспоо, на Трофее Финляндии, их выступление было не самым удачным, они финишировали в середине турнирной таблице. Через месяц они выступали на канадском этапе Гран-при где выступили неудачно, финишировали предпоследними. Неудачно выступили спортсмены и на французском этапе Гран-при, где они заняли место в середине турнирной таблицы. Однако через неделю в Таллине на турнире города польские танцоры финишировали победителями и при этом они улучшили все свои прежние спортивные достижения. В середине декабря на национальном чемпионате пара уверенно стала чемпионами страны. В середине января пара выступила на континентальном чемпионате в Москве где они сумели финишировать в первой десятке. Что дало право Польши на следующий сезон заявить две пары на европейский чемпионат. В середине февраля в Канныне на личном турнире Олимпийских игр польские танцоры выступили в меру своих сил, они сумели финишировать в середине второй десятки. Ещё через месяц они выступали в Милане на мировом чемпионате, где финишировали в середине второй десятки.
В 2022 году Калишек и Сподырев завершили соревновательную карьеру.

## Результаты
| Результаты в танцах на льду с Максимом Сподыревым |       |       |       |       |       |       |       |
| Соревнования                                      | 14/15 | 15/16 | 16/17 | 17/18 | 18/19 | 19/20 | 20/21 |
| Международные                                     |       |       |       |       |       |       |       |
| Олимпийские игры                                  |       |       |       | 14    |       |       |       |
| Чемпионат мира                                    | 24    | 16    | 14    | 17    | 11    |       | 12    |
| Чемпионат Европы                                  | 14    | 11    | 8     | 10    | 5     | 9     |       |
| Гран-при России                                   |       |       |       |       | 5     | 4     |       |
| Гран-при США                                      |       |       |       |       | 6     |       |       |
| Гран-при Франции                                  |       |       |       | 8     |       | 6     |       |
| Гран-при Канады                                   |       |       |       | 9     |       |       |       |
| Гран-при Японии                                   |       |       | 7     |       |       |       |       |
| Гран-при Китая                                    |       |       | 5     |       |       |       |       |
| Ice Star                                          |       |       |       |       |       | 2     |       |
| Golden Spin                                       |       |       |       |       | 2     |       |       |
| Tallinn Trophy                                    |       |       |       | 1     | 3     |       |       |
| Finlandia Trophy                                  |       |       | 5     | 10    |       |       |       |
| Мемориал Непелы                                   |       |       | 4     |       |       |       |       |
| Nebelhorn Trophy                                  |       | 7     |       |       | 8     |       |       |
| Мордовские узоры                                  |       | 3     |       |       |       |       |       |
| Warsaw Cup                                        | 6     | 2     |       |       | 2     |       |       |
| Toruń Cup                                         | 3     | 1     | 1     | 1     | 2     | 1     |       |
| Bosphorus Cup                                     |       |       |       |       |       | 1     |       |
| Shanghai Trophy                                   |       |       |       |       |       | 3     |       |
| Santa Claus Cup                                   | 1     |       |       | 3     |       |       |       |
| Open d’Andorra                                    |       | 2     |       |       |       |       |       |
| Международные среди юниоров                       |       |       |       |       |       |       |       |
| Чемпионат мира                                    | 7     |       |       |       |       |       |       |
| Volvo Open Cup                                    | 2     |       |       |       |       |       |       |
| Национальные                                      |       |       |       |       |       |       |       |
| Чемпионат Польши                                  | 1     | 1     | 1     | 1     | 1     | 1     | 1     |

| В парах с Михалом Калишеком |       |       |
| Соревнования                | 08/09 | 09/10 |
| Международные среди юниоров |       |       |
| Гран-при Германии           |       | 18    |
| Гран-при Польши             |       | 13    |
| Ice Challenge               |       | 4     |
| Warsaw Cup                  |       | 3     |
| Toruń Cup                   | 3     | 2     |
| Национальные                |       |       |
| Чемпионат Польши            |       | 4     |
| Национальные среди юниоров  |       |       |
| Чемпионат Польши            | 1     | 3     |

| В танцах с Михалом Калишеком |       |       |       |
| Соревнования                 | 10/11 | 11/12 | 12/13 |
| Международные                |       |       |       |
| NRW Trophy                   |       |       | 12    |
| Мемориал Романа              |       | 5     |       |
| Toruń Cup                    |       | 4     |       |
| Международные среди юниоров  |       |       |       |
| Чемпионат мира               |       | 28    |       |
| Гран-при Эстонии             |       | 11    |       |
| Гран-при Польши              |       | 11    |       |
| Национальные                 |       |       |       |
| Чемпионат Польши             |       | 2     | 3     |

| В танцах с Ярославом Курбаковым |       |
| Соревнования                    | 13/14 |
| Международные среди юниоров     |       |
| Гран-при Чехии                  | 13    |
| Гран-при Польши                 | 9     |
| Santa Claus Cup                 | 3     |
| Ice Star                        | 3     |
| Toruń Cup                       | 2     |
| Национальные среди юниоров      |       |
| Чемпионат Польши                | 2     |